# CTV Television Network
CTV Television Network är ett kanadensiskt TV-bolag som ägs av Bell Media. Det bildades år 1961. 11 september 1972 startade kanalen TV-morgonprogrammet "Canada AM"' som första morgonprogram i Kanada.

### Fotnoter
Den här artikeln är helt eller delvis baserad på material från engelskspråkiga Wikipedia, CTV Television Network, tidigare version.